# Tomohiro Tatebe
Tomohiro Tatebe (建部知弘, Tatebe Tomohiro, né le 15 avril 1957 à Niigata, est un compositeur, professeur et chef d'orchestre japonais contemporain.

## Biographie
Tatebe est diplômé de l'université Komazawa (en) à Tokyo, où il a principalement étudié la littérature japonaise. Dans le département de musique, ses professeurs ont été Kazuo Tomioka pour le saxophone, Naohiro Iwai et Takashi Ueno en composition musicale. Comme chef d'orchestre, il a travaillé pour l'« Orchestre à vents Itoigawa » à Niigata et en tant que professeur à l'Université Ryukoku. En tant que compositeur, il a écrit des œuvres pour orchestre d'harmonie et musique de chambre.

## Compositions

### Œuvres pour orchestres d'harmonie
- 1986 Concert March "Take Off" (avec Gemba Fujita)
- 1993 Festive Prelude
- 1997 Music for Celebration
- 1998 A Reminiscence of the Times (composé pour la célébration du 30e anniversaire de la fondation du Ryukoku University Symphonic Band)
- 2001 Suite On Celtic Folk Songs [1].
  1. Marche
  2. Air (Yellow Village Gate)
  3. Reel
- 2001 In the Groove!
- 2001 Intermezzo 11/09/01 (composé pour la célébration du 15e anniversaire de la fondation de l'« Orchestre à vent de Niigata »)
- 2003 Breath of Gaia [2].
- 2004 On the Night of the Centaur Festival - Five Chapters Dedicated to Ginga Tetsudo no Yoru'
- 2006 Zaghlul inn
- 2006 Concert March "Take Off II" (révision de la marche de 1986)
- 2009 Marche "On the Street" (composé pour la célébration du 20e anniversaire de la fondation du Sapporo Brass Band)
- Being Downhearted
- For the Sake of Wind Orchestra
- La Lus - Agui!!
- Music is on Celebration
- Prelude Celebration
- Prelude to a New Era
- Sky High
- Dance Celebration
- Silver Horizon
- Alpine March "Tateyama"

### Musique de chambre
- 5 Chapter for Trombone « On the Night of the Centaur Festival », pour quatuor de trombones
- Toward the Fair with Sweetheart, on a Fine day!, pour octuor de cuivres (3 trompettes, cor, deux trombones, euphonium et tuba)